# Vepricardium vidali
Vepricardium vidali is een tweekleppigensoort uit de familie van de Cardiidae. De wetenschappelijke naam van de soort is voor het eerst geldig gepubliceerd in 2002 door Ter Poorten & Dekker.